# Закон Канзас-Небраска

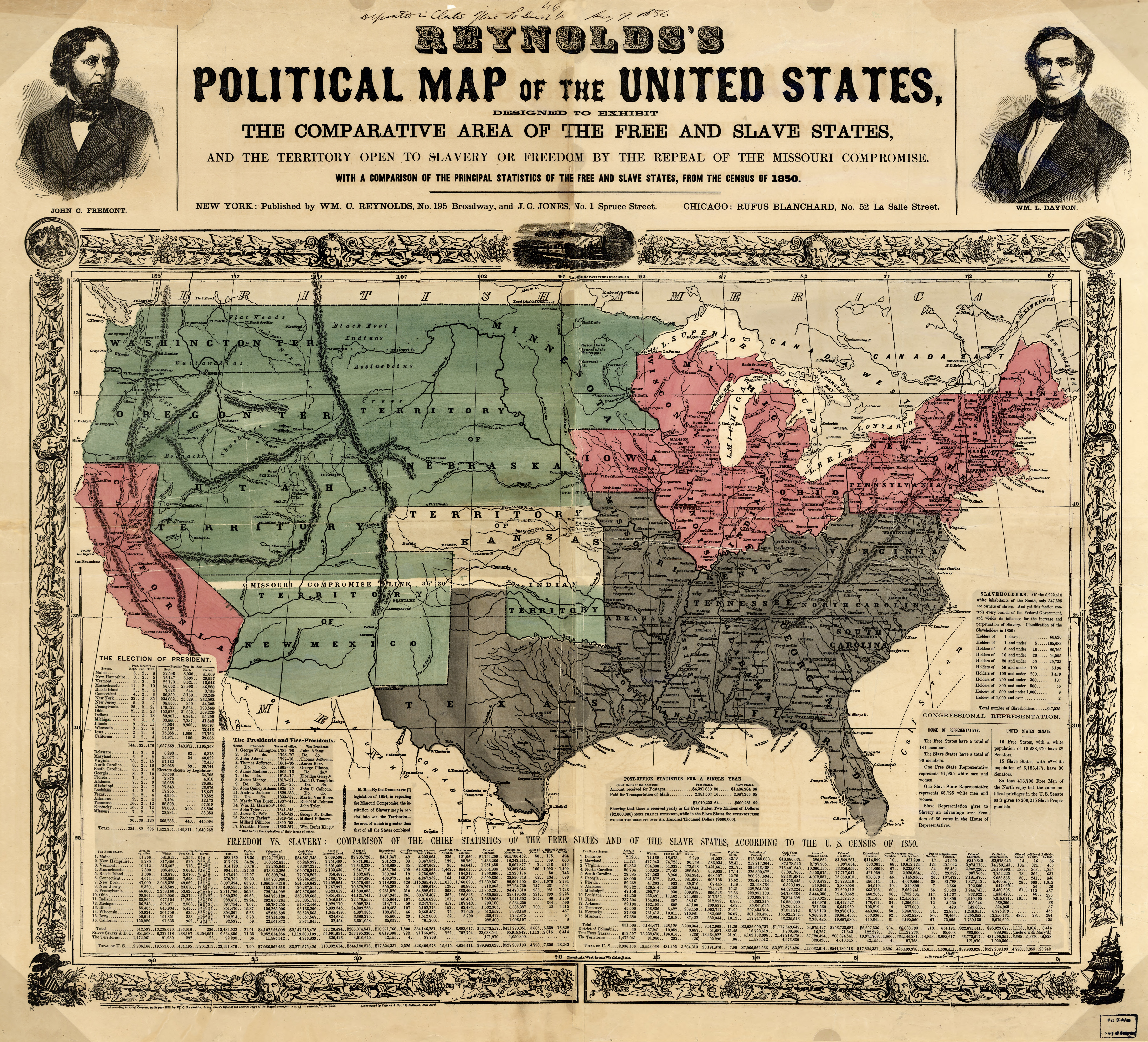
Політична карта США 1856 року, на якому відмічені вільні штати (червоний), рабовласницькі штати (сірий), території США (зелений) і Канзас посередині

Закон Канзас-Небраска (англ. Kansas-Nebraska Act) — закон, прийнятий Конгресом США 30 травня 1854 року. Він надав населенню новоутворених територій Канзас і Небраска самостійно вирішувати проблему з узаконенням чи забороною рабовласництва.

## Історія
Закон було розроблено американським політиком, сенатором від Демократичної партії Стівеном Дугласом, який вніс законопроєкт на розгляд ще 1844 року. Цей закон був порушенням прийнятого Конгресом у 1820 році Міссурійського компромісу, згідно з яким рабство заборонялось північніше 36°30’ п. ш. та західніше річки Міссісіпі, тому прийняттям закону Канзас-Небраска Міссурійський компроміс був скасований.
Згідно з новим законом, питання щодо рабовласництва повинно було вирішуватися на референдумі жителів обидвох штатів. В американському суспільстві розгорнулися серйозні суперечки навколо закону; у політичних колах відбувалися жорсткі дебати та дискусії. Противники акту не змогли отримати більшість, тому 4 березня 1853 року законопроєкт був прийнятий у Сенаті при голосування 37 — «за» і 14 — «проти» (5 сенаторів не проголосували, а 4 були відсутні). У нижній палаті боротьба була дещо довшою й гострішою, але завершилася все ж таки прийняттям акту 22 травня з незначною перевагою у 113 голосів проти 110. 30 травня білль підписав президент Франклін Пірс.

## Результати
Закон Канзас-Небраска порушив рівновагу між північними та південними штатами США, які намагалися встановити контроль над новими територіями. Фактично, американське суспільство остаточно розділилося на дві частини, що в результаті призвело до Громадянської війни. Перед війною у Канзасі відбувся збройний конфлікт, відомий в американській історіографії як «Канзас, що стікає кров'ю» (англ. Bleeding Kansas).
29 січня 1861 року Канзас увійшов до складу Союзу як вільний штат, а Небраска була прийнята до США уже після війни, 1867 року.